# 何遵 (西晋)
何遵（3世纪—280年代），字思祖，何曾庶长子，何劭兄（故出生不迟于236年）。
何遵年轻时能干，泰始年间起家散骑黄门郎、给事、散骑常侍。泰始年间，尚书令史“恂”（姓失载）等因是故少府鲍融故吏，去其丧所服丧，何遵与廷尉何桢认为不合礼法，上书驳斥。而侍中太尉荀顗、尚书吴奋等则认为应服丧。
何遵后历任侍中，咸宁年间累转大鸿胪。奏观阳伯华表世子华廙已因收受鬲令袁毅贿赂而获罪免为庶人，不应袭爵，应由华廙的儿子即华表世孙华混袭封。有司认为华廙虽有罪但仍能袭爵，武帝也下诏认同。有司奏免何遵官，诏何遵出钱赎罪。咸宁初年，有司奏何劭、何遵等受袁毅贿赂财货，虽被赦免，但此类事应该禁止。事下廷尉。晋武帝下诏称何家与袁毅有累世之交，何遵等所取的少，置而不问。
何曾曾为晋武帝侍宴，退下后就告知何遵：自己在宴会上不曾闻武帝经国远图，只听他说平生常事，这不是为子孙谋划的，本人可以善终，后嗣要完了！这是子孙之忧；自己的儿子何遵等尚可善终，而自己的孙子们必然遭遇乱世身亡。
何遵性情奢侈，役使御府工匠作禁物，又卖行器（国君出行时所用的行装器物），被司隶校尉刘毅弹劾，免官。太康初年，起为魏郡太守，迁太仆卿，又免官，卒于家。
四子：何嵩、何绥、何机、何羡。